# Fusio
Fusio è una frazione di 50 abitanti del comune svizzero di Lavizzara, nel Canton Ticino (distretto di Vallemaggia).

## Storia
Il 15 giugno 1572 fu siglato un concordato appianante il litigio tra Airolo e Fusio per la proprietà dell'alpe Campo la Torba, ma più tardi il dissidio si riaccese.

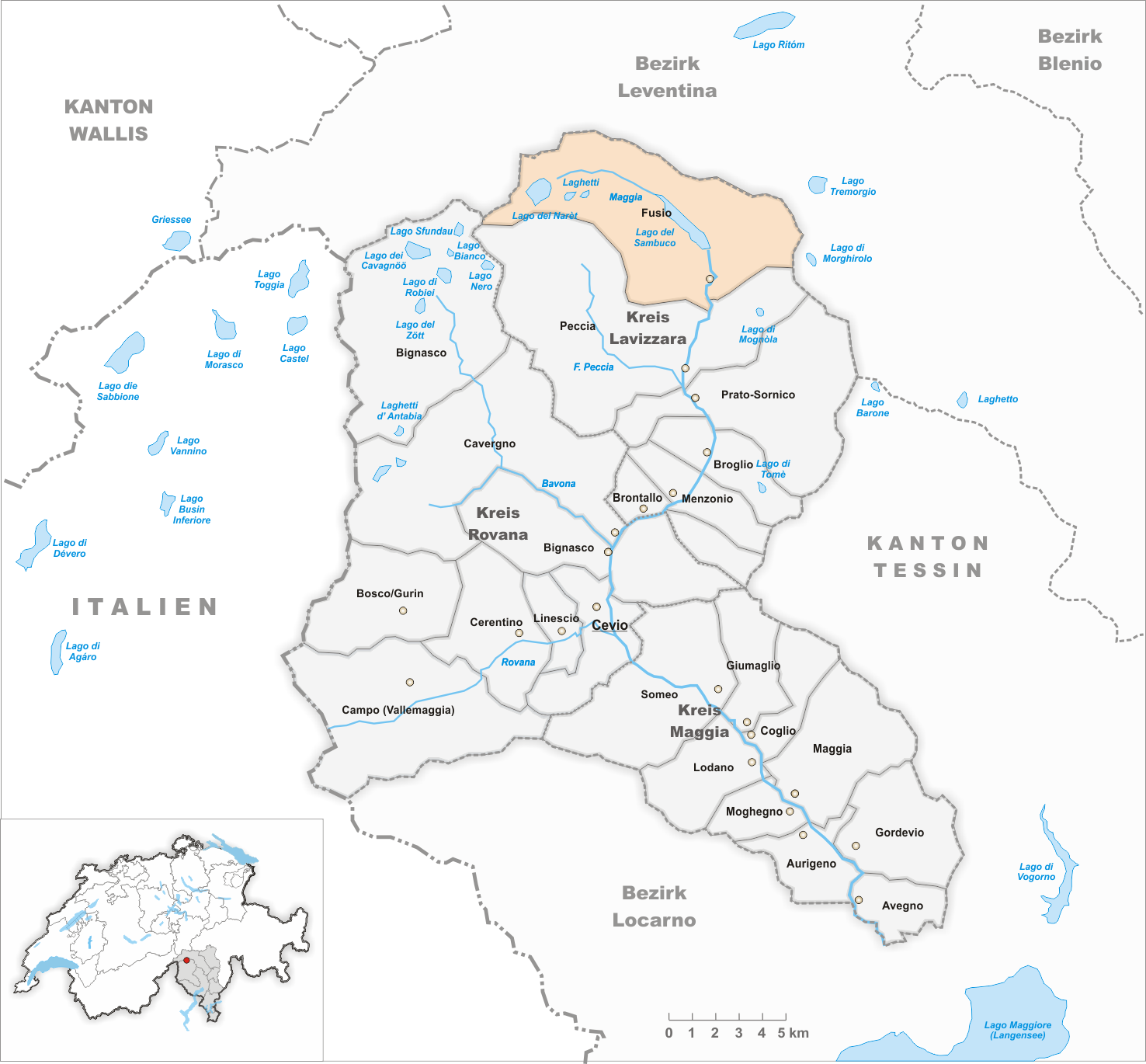
Il territorio del comune di Fusio prima degli accorpamenti comunali del 2004

Già comune autonomo che si estendeva per 60,78 km², il 4 aprile 2004 è stato accorpato agli altri comuni soppressi di Broglio, Brontallo, Menzonio, Peccia e Prato-Sornico per formare il comune di Lavizzara.

## Monumenti e luoghi d'interesse

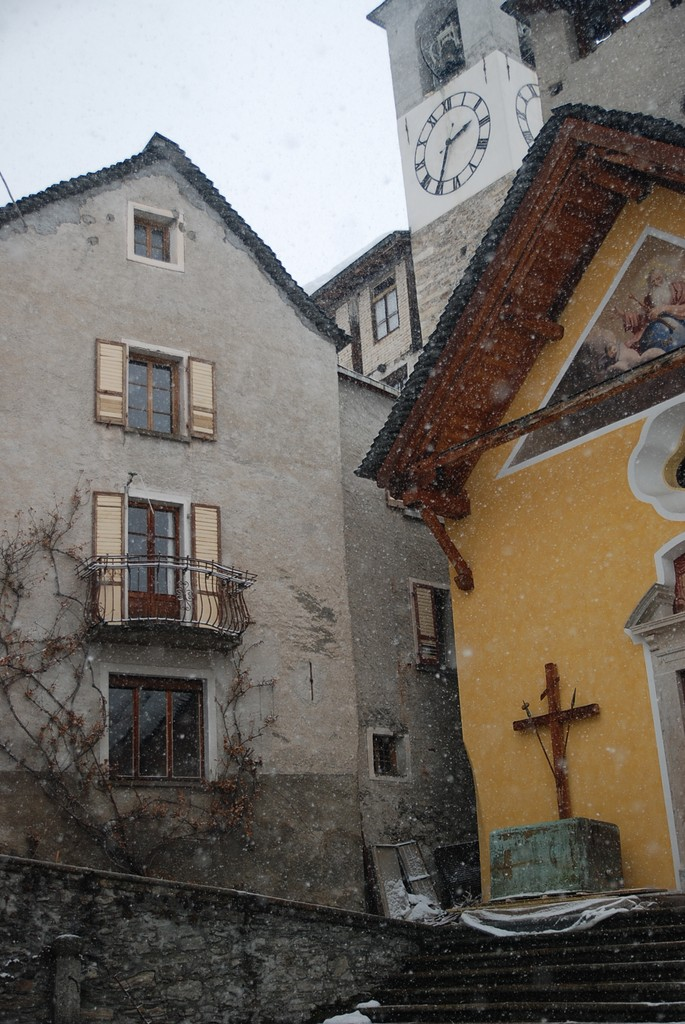
La chiesa parrocchiale di Santa Maria Assunta

- Chiesa parrocchiale di Santa Maria Assunta, consacrata nel 1455[3].

## Società

### Evoluzione demografica
L'evoluzione demografica è riportata nella seguente tabella:
Abitanti censiti

## Amministrazione
Ogni famiglia originaria del luogo fa parte del cosiddetto comune patriziale e ha la responsabilità della manutenzione di ogni bene ricadente all'interno dei confini della frazione. L'ente, in collaborazione col patriziato di Broglio, si è occupato della ristrutturazione dell'alpe di Vaccariscio-Mognola, nei pressi del laghetto alpino di Mognola. Il territorio patriziale comprende anche l'alpe di Campo la Torba sovrastato dai vari laghetti alpini della zona del Naret.